# Vincenzo Matassi
Vincenzo Matassi (* 3. März 1933 in Rom) ist ein italienischer Filmregisseur.
Matassi arbeitete seit 1949 in den Entwicklungs- und Presseabteilungen verschiedener Filmproduktionsgesellschaften; mit der Zeit spezialisierte er sich auf die Farbentwicklung bei Vincenzo Genesis Firma „Technospes“ und war technischer Leiter der „Staco Film“. Nach einem Einsatz als Regieassistent 1969 produzierte und organisierte er ab 1970 verschiedene Genrefilme und führte bei einem von der Kritik als verheerend schlecht eingestuften komödiantischen Italowestern Regie. In den 1980er Jahren folgten in dieser Funktion einige Sexfilme. Oftmals wird er mit Francesco Degli Espinosa identifiziert.

## Filmografie (Auswahl)
- 1973: C’era una volta questo pazzo pazzo west